# Viaduc Bagnara
Pour les articles homonymes, voir Bagnara.
Ne doit pas être confondu avec Pont de Bagnara.
Le viaduc Bagnara est un viaduc autoroutier italien, situé le long de l'autoroute A12 (route européenne E80) à Gênes.
Situé en hauteur le long des montagnes côtières de la mer Méditerranée près de Gênes, le viaduc de Bagnara a été l'un des premiers ponts à poutres de grande hauteur achevé en 1969 sur l'autoroute A12.